# Garissa
Garissa és una ciutat de la província del nord-est de Kenya, de la qual és capital. Segons el cens oficial realitzat l'any 1999, és de 65.881 habitants. La majoria de la població de Garissa és de Somàlia. El riu Tana travessa la ciutat.